# Perrierophytum rubrum
Perrierophytum rubrum är en malvaväxtart som beskrevs av Bénédict Pierre Georges Hochreutiner. Perrierophytum rubrum ingår i släktet Perrierophytum och familjen malvaväxter. Inga underarter finns listade i Catalogue of Life.